# 科尔泰布鲁尼亚泰拉
科尔泰布鲁尼亚泰拉（義大利語：Corte Brugnatella），是意大利皮亚琴察省的一个市镇。总面积46.4平方公里，人口708人，人口密度15.3人/平方公里（2009年）。ISTAT代码为033017。